# Abu Hummus
Abu Hummus (arab. أبو حمص) – miasto w Egipcie, w muhafazie Al-Buhajra. W 2006 roku liczyło 39 350 mieszkańców.